# Kultura kurhanów karpackich

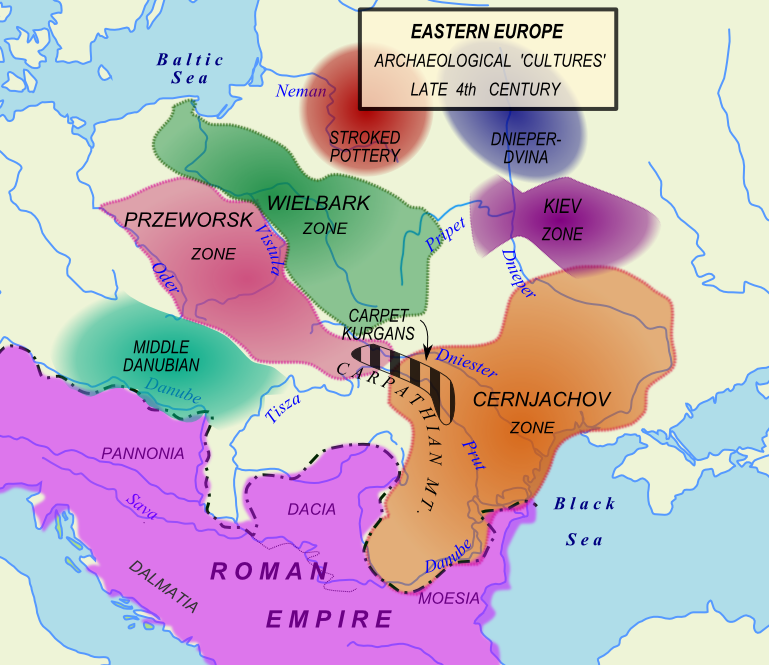
Kultura kurhanów karpackich na mapie Europy Wschodniej (obszar z pionowymi czarnymi pasami), późny IV w. n.e.

Kultura kurhanów karpackich – kultura archeologiczna występująca od połowy II wieku na obszarze pomiędzy Karpatami a dorzeczem górnego Dniestru (od rzeki Stryj na północy po górny Seret na południu).
Charakteryzowała się pochówkami spalonych szczątków zmarłych w kurhanach, czasami w miejscu kremacji. Pochówki były ubogie, zawierały również niewielką liczbę przedmiotów importowanych, co świadczy o rzadkich kontaktach z innymi kulturami. Najczęściej znajdowane są szczątki amfor pochodzenia nadczarnomorskiego.